# Josip Torbar
Dr. Josip Torbar (Krašić, 1. travnja 1824. – Zagreb, 26. srpnja 1900.) bio je hrvatski katolički svećenik, prirodoslovac, pedagog i političar.

## Životopis
Rođen je u seljačkoj obitelji. Gimnaziju je završio u Karlovcu, a od 1843. uči filozofiju i teologiju na zagrebačkom sjemeništu. Za svećenika je zaređen 1849. godine. Studirao je na bečkom sveučilištu, gdje je 1852. položio profesorski ispit.
Bio je profesor u zagrebačkoj Klasičnoj gimnaziji od 1850. do 1853. godine, a kad je 20. studenoga 1854. otvorena realna gimnazija na Griču 3 u Zagrebu, postao je na njoj profesor fizike i prirodopisa. Od 16. veljače 1858. bio je ravnatelj realne gimnazije. Njegovom zaslugom je u gimnaziji 1. prosinca 1861. započela je s radom meteorološka postaja koja bez prestanka radi i danas. Iz postaje je potekao Geofizički zavod, Državni hidrometeorološki zavod i Seizmološka služba. Ban Levin Rauch smijenio ga je s dužnosti ravnatelja realne gimnazije 1867., kao i neke druge istaknute profesore iz političkih razloga. Ban Ivan Mažuranić vratio ga je na istu dužnost u studenome 1873. godine. Torbar je u svoje vrijeme bio među prvim i rijetkim popularizatorima prirodnih znanosti. Bavio se raznim disciplinama: biologijom, geologijom, meteorologijom i poviješću znanosti.
U tri navrata bio je biran za zastupnika Hrvatskog sabora (1861., 1865. i 1875.), u kojemu se kao rodoljub zalagao za cjelokupnost i samostalnost Hrvatske. Hrvatski sabor ga je 9. svibnja 1866. uvrstio među prvih dvanaest članova Jugoslavenske akademije znanosti i umjetnosti. Bio je predsjednik Matematičko-prirodoslovnog razreda i predsjednik Akademije od 1890. godine do smrti. S Jagićem i Račkim, pokretač je Književnika, te urednik Katoličkog lista i Gospodarskog lista. Bio je osnivač i predsjednik Hrvatskog planinskog društva.

## Djela
- Crkvene pjesme za školsku mladež i za puk (1858. suautor)[2][3]
- Životinjarstvo, to jest nauk o životinjah (1863.)[4]
- Izvješće o zagrebačkom potresu 9. studenoga 1880. (1882.)[5]
- Autobiografija (1900.)

## Vanjske poveznice
Mrežna mjesta
- Josip Torbar, na stranicama Hrvatske akademije znanosti i umjetnosti
- Josip Torbar, digitalizirana djela Josipa Torbara u knjižnici HAZU
- Nikolina Krtalić, [https://hrcak.srce.hr/clanak/84047v  Arhivirana inačica izvorne stranice od 1. svibnja 2025. (Wayback Machine) GRADIVO: Sjećanja Stjepana Pejakovića na događaje 1848. i 1861.-Dopisivanje Josip Torbar-Stjepan Pejaković tijekom 1897. i 1898., Fontes 1/1997.